# Arhopala corinda
Arhopala corinda är en fjärilsart som beskrevs av William Chapman Hewitson 1869. Arhopala corinda ingår i släktet Arhopala och familjen juvelvingar. Inga underarter finns listade i Catalogue of Life.

## Bildgalleri

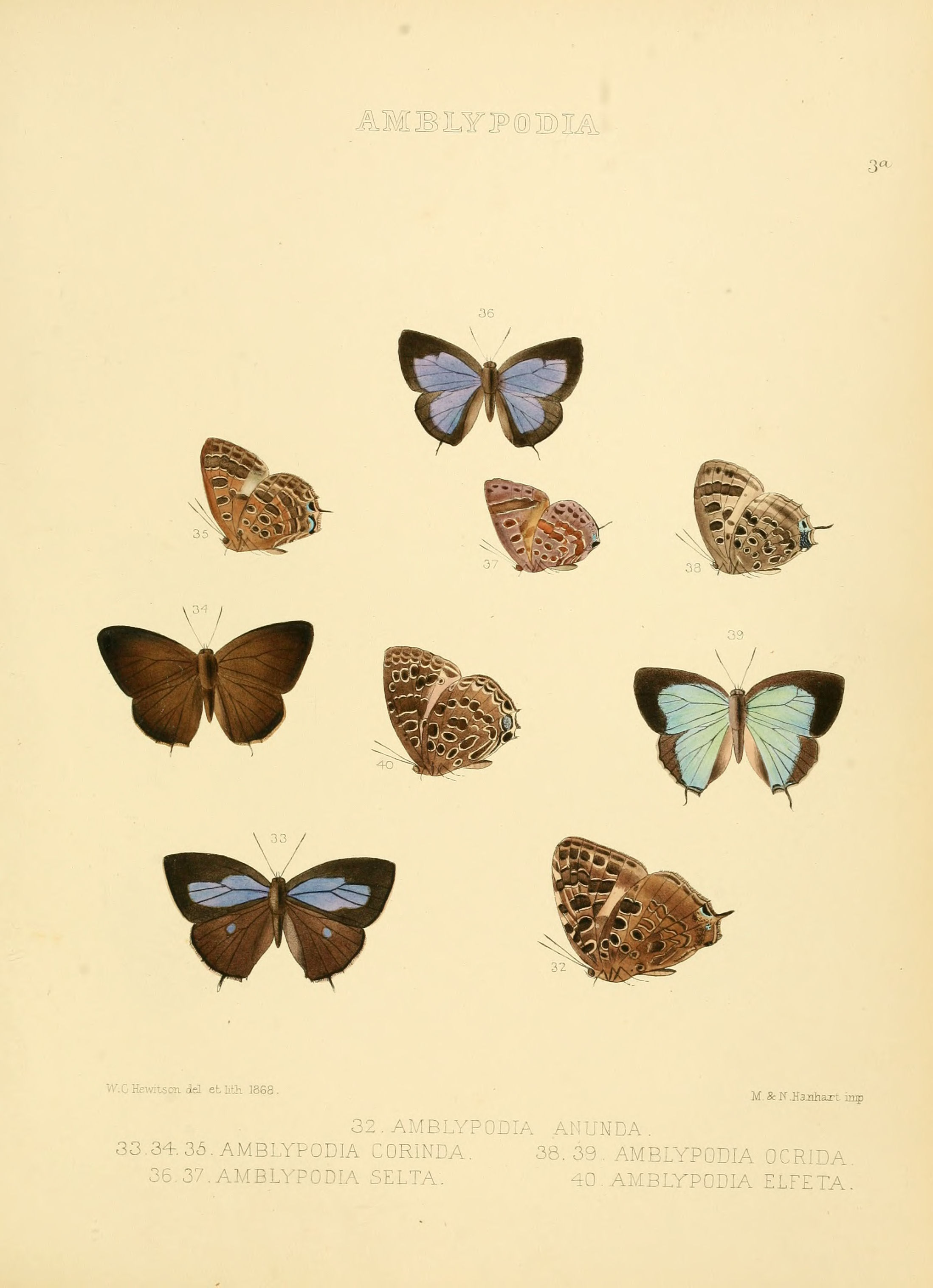